# سد شفارود
سد شفارود یک بتنی غلتکی سد در دست ساخت بر روی رودخانه شفارود است که در جنوب شهر رضوانشهر و ۶۵ کیلومتری غرب شهر رشت در استان گیلان است.
ساخت بدنه سد و سازه‌های جانبی آن از فروردین ۱۳۹۳ آغاز شده و طبق قرارداد تأمین مالی طرح باید در سال ۱۳۹۷ به اتمام می‌رسید.
سد شفارود در ابتدا با ارتفاع بدنه ۱۵۹ متر و حجم مخزن نزدیک به ۲۰۰ میلیون متر مکعب طراحی شد ولی در سال ۱۳۸۷، مصادف با زمان ثبت ملی جنگل‌های هیرکانی، ارتفاع آن به ۱۳۷ کاهش و مجوز محیط زیستی آن صادر شد. در دولت جدید و در سال ۱۳۹۳ سازمان حفاظت محیط زیست از ارتفاع آبگیری سد اظهار نارضایتی کرد و در نهایت با پادرمیانی معاون اول رئیس‌جمهور ارتفاع سد به ۱۰۳ متر و حجم مخزن سد به کمتر از ۱/۴ مقدار طراحی اولیه کاهش یافت. در نهایت کاهش حجم بدنه سد و ارتفاع آن در میانه فرایند احداث منتهی به اختلاف مالی کارفرما و پیمانکار سد (شرکت ژیان) شد و شائبه فساد ایجاد شد و اقتصادی بودن ساخت سد را زیر سؤال برد و در نهایت پیمانکار طرح با مصوبه قضایی در سال ۱۴۰۱ برکنار شد و ساخت سد با طرح و پیمانکار جدید ادامه یافت.

## تاریخچه سد
- از ۱۳۷۵ تا ۱۳۸۳: اجرای سامانه تونل انحراف آب به طول ۴۵۰ متر با قطر ۵٫۵ متر
- از ۱۳۸۳ تا شهریور ۱۳۹۲: اجرای سامانه تونل انتقال آب این پروژه به طول ۱۰۲۲ متر
- از فروردین ۱۳۹۳: شروع ساخت سد و سازه‌های جانبی بدنه اصلی سد با استفاده از تسهیلات فاینانس خارجی (قرارداد تأمین مالی و اجرای سد شفارود).[۱]
- سال ۱۳۹۳: در ابتدای فرایند ساخت، پیمانکاری پروژه که صرفاً باید شرکت چینی می‌بود با موافق آب منطقه‌ای گیلان به شرکت ژیان سپرده شد
- سال ۱۴۰۱: با جلسه کارگروه مدیریت پیشگیری از وقوع جرم دادگستری گیلان مصوب شد تا شرکت آب نیرو به عنوان مجری طرح تقاضای فسخ قرارداد پیمانکار (شرکت ژیان) را تنظیم و پس از طی سیر قانونی و با حکم دادگاه، پیمانکار فعلی خلع شده و پروژه به پیمانکار جدیدی واگذار شود[۵]
- سال ۱۴۰۱: انتخاب قرارگاه خاتم برای تکمیل ساخت سد با شرط به‌کارگیری کارگران سابقاً فعال در پروژه

## اهداف طرح
1. تأمین آب شرب شهرستان‌های رضوانشهر، پره سر و تالش در افق ۱۴۲۵ به میزان ۲۳٫۱ میلیون متر مکعب در سال
2. تأمین آب کشاورزی به میزان ۳۲٫۹ میلیون متر مکعب درسال
3. تأمین آب صنایع به میزان ۱۰ میلیون مترمکعب در سال[۶]
4. تولید انرزی برق آبی به میزان ۷۰ مگاوات در سال[۷]
5. کنترل سیلاب‌های فصلی
6. توسعه آبزی پروری
7. اشتغال زایی در منطقه[۶]

## مشخصات سد
مطابق آخرین اطلاعات تا سال ۱۴۰۲ و طبق آخرین طرح برای پروژه، سد مخزنی شفارود یک سد بتنی غلتکی به گنجایش کل مخزن ۵۲ میلیون مترمکعب، ارتفاع ۱۱۴ متر، عرض در پی ۷۲ متر و آب تنظیمی سالانه ۱۱۶ میلیون مترمکعب می‌باشد. با احداث این سد، آب مصرفی مورد نیاز مشترکان خانگی، صنایع، کشاورزی و زیست‌محیطی به ترتیب به میزان ۳۲، یک، ۵۳ و ۳۰ میلیون مترمکعب تأمین می‌شود.

#### سد در سال ۱۳۹۰ با مشخصات زیر مجوز محیط زیست گرفت و قرارداد آن با شرکتچینیو پیمانکار داخلی بسته شد
سد از نوع بتنی غلتکی با حجم کل مخزن ۹۸ میلیون متر مکعب، حجم مفید مخزن ۸۹٫۷۵ میلیون متر مکعب، ارتفاع از پی سنگی ۱۳۷ متر، طول تاج ۳۷۲ متر، عرض تاج ۶ متر، عرض پی ۷۲ متر، تراز تاج سد ۲۱۰ متر از سطح دریا، حجم رسوب ۵۰ ساله ۸٫۲۳ میلیون متر مکعب و مساحت مخزن ۵٫۵۶۹ کیلومتر مربع، طول مخزن ۷ کیلومتر و عرض میانگین ۳۰۰ متر بود.

### تغییر کارفرمای پروژه
بعد از رفع همه موانع اجرایی و اخذ همه مجوزهای مورد نیاز و اجرایی شدن پروژه و تغییر غیرقانونی پیمانکار از شرکت چینی به شرکت ژیان و در کنار اعتراضات کارگری برای دریافت حقوق، در کمال تعجب شرکت منابع آب ایران به وزارت نیرو پیشنهاد کرد که کارفرمای پروژه از شرکت آب منطقه‌ای گیلان به شرکت آب نیرو منتقل شود و نهایتاً با تصویب هیئت وزیران در تاریخ ۱۱ بهمن‌ماه ۱۳۹۷ دستگاه اجرایی (کارفرما) طرح ساختمانی سد شفارود را از شرکت آب منطقه‌ای گیلان به شرکت توسعه منابع آب نیروی ایران تغییر و برابر موافقت‌نامه‌ای شرکت آب منطقه‌ای گیلان صرفاً به‌عنوان بهره‌بردار معرفی شد.
در نهایت در سال ۱۴۰۱ از پیمانکار پروژه (شرکت ژیان) خلع ید شد و اتمام پروژه با اضافه کردن تعدادی شرط به قرارداد (بکارگیری کارگران بومی که در پروژه مشغول بوده‌اند و تعهدات محیط زیستی) به قرارگاه خاتم سپرده شد.

### کشف خودروهای سنگین راه‌سازی و معدنی به ارزش هزار میلیارد تومانی
شرکت آب منطقه‌ای گیلان برای ساخت سد شفارود در سال ۱۳۹۲ با توصیه وزارت صمت ۲۰ محموله کالایی شامل آهن‌آلات، ماشین‌آلات سنگین در طی سال‌های ۱۳۹۳ تا ۱۳۹۵ وارد کشور کرد.
در سال ۱۳۹۸ در پی گزارش مردمی به اداره تعزیرات حکومتی در شهر صومعه‌سرا، در انبار یک شرکت ورشکسته تعداد بسیار زیادی ماشین آلات متعلق به آب منطقه ای گیلان پیدا شد که برای ساخت سد شفارود وارد شده بود و قرار بود بعد از ساخت سد بجای هزینه ساخت به پیمانکار داده شوند، ولی دپو شده بودند.

## اعتبارات پروژه
قرارداد تأمین مالی و اجرای پروژه احداث ساختمان و نیرگاه آبی شفارود در ۱۶ دی‌ماه ۱۳۹۰ برای تأمین مالی پروژه به صورت ۱۵٪ سهم دولت ایران و مابقی از طریق فاینانس خارجی به مبلغ ۱۴۴ میلیون یورو بین شرکت آب منطقه‌ای گیلان و بانک سانیانشور (پیمانکار شرکت چینی CAMCE) برای تأمین منابع مالی مبادله شد. قرارداد اجرای پروژه سد شفارود به‌صورت استقراض خارجی از تاریخ هفتم فروردین‌ماه ۱۳۹۳ به صورت رسمی شروع و اجرای آن تا تاریخ هفتم فروردین ۱۳۹۷ به مدت ۴۸ ماه تعیین شد.

### چندین میلیون یورو سرگردان
قیمت تمام‌شده قرارداد احداث ساختمان سد و نیروگاه شفارود بر اساس برآورد سال ۱۳۸۶ مبلغ ۱۴۴ میلیون و ۷۶۱ هزار و ۷۶۰ یورو برآورد و منعقد شد و به استناد دو مجوز سازمان محیط‌زیست کشور در آذرماه ۱۳۸۷ و تیرماه ۱۳۹۴ ارتفاع سد به ۱۰۳ متر کاهش پیداکرده ولی هزینه اجرای طرح کاهش نیافته و با این تفسیر حدود ۳۹ میلیون یورو بیشتر از حجم اولیه قرارداد به پیمانکار پرداخت‌شده یا باید پرداخت شود.

## موانع محیط زیستی اجرای پروژه
ارتفاع سد برابر مجوزی که در تاریخ ۹ آذرماه ۱۳۸۷ سازمان محیط‌زیست کشور (مصادف با زمان ثبت ملی جنگل‌های هیرکانی) از ۱۵۹ به ۱۳۷ متر کاهش یافت و از آنجا که در همان سال‌ها سازمان میراث فرهنگی با همکاری سازمان محیط‌زیست به دنبال ثبت جهانی جنگل‌های هیرکانی منطقه بود و ایجاد سد شفارود با ارتفاع ۱۳۷ متر بیش از ۳۱۹ هکتار درخت را به زیرآب می‌برد، مجدداً سازمان محیط‌زیست در نامه‌ای دیگر در خردادماه سال ۱۳۹۳ خطاب به وزیر نیرو ارزیابی قطع درختان جنگل‌های هیرکانی واقع در حوزه مخزن سد شفارود را در دستور کار قرارداد و نهایتاً با میانجیگری معاون اول رئیس‌جمهور وقت، ارتفاع سد به ۱۰۳ متر و حجم مخزن سد به ۱/۴ میزان طراحی اولیه کاهش یافت. همچنین در این زمان اعتبار اسنادی فاینانس بین شرکت آب منطقه‌ای، بانک مرکزی و طرف چینی برای یک دوره یک‌ساله تمدید شد.